# 朱维斯丘
朱维斯丘（Jovis Tholus）是火星塔尔西斯区内位于北纬18.41度、西经117.41度处的一座火山丘，直径约58公里，高2990米（9810英尺），其名称取自古典反照率特征。

## 地理和地质
朱维斯丘是一座孤立的小火山锥，位于奥林帕斯山东面和艾斯克雷尔斯山西北，靠近朱维斯堑沟群。山顶附近有一个直径28公里、深达1公里，由五个火山口组成的破火山口，距离火山口60公里处坐落了一座直径30公里的撞击坑。
这火山丘形成的确切年代尚不清楚，但通过相对定年，间接估计其最小年龄为37亿年，这使其成为一座诺亚纪火山，它的活动不会在赫斯珀里亚纪持续很长时间。因此，由于年代久远，这座火山大部分山体已被掩埋在凸起的熔岩层下，这也反映在它的破火山口相对于明显圆锥体的尺寸上。
此外，该火山丘的总体形状值得注意，火山口向西侧倾斜，就好像整个山丘被赫斯珀里亚纪塔尔西斯的抬升所破坏。

## 图集

奥林帕斯山和塔尔西斯山群区域地图。
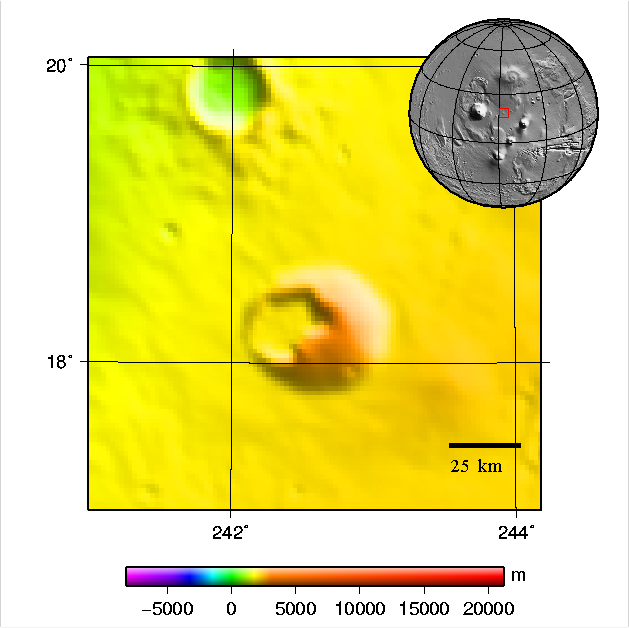
火星轨道器激光高度计测绘的朱维斯丘及周边地形图。
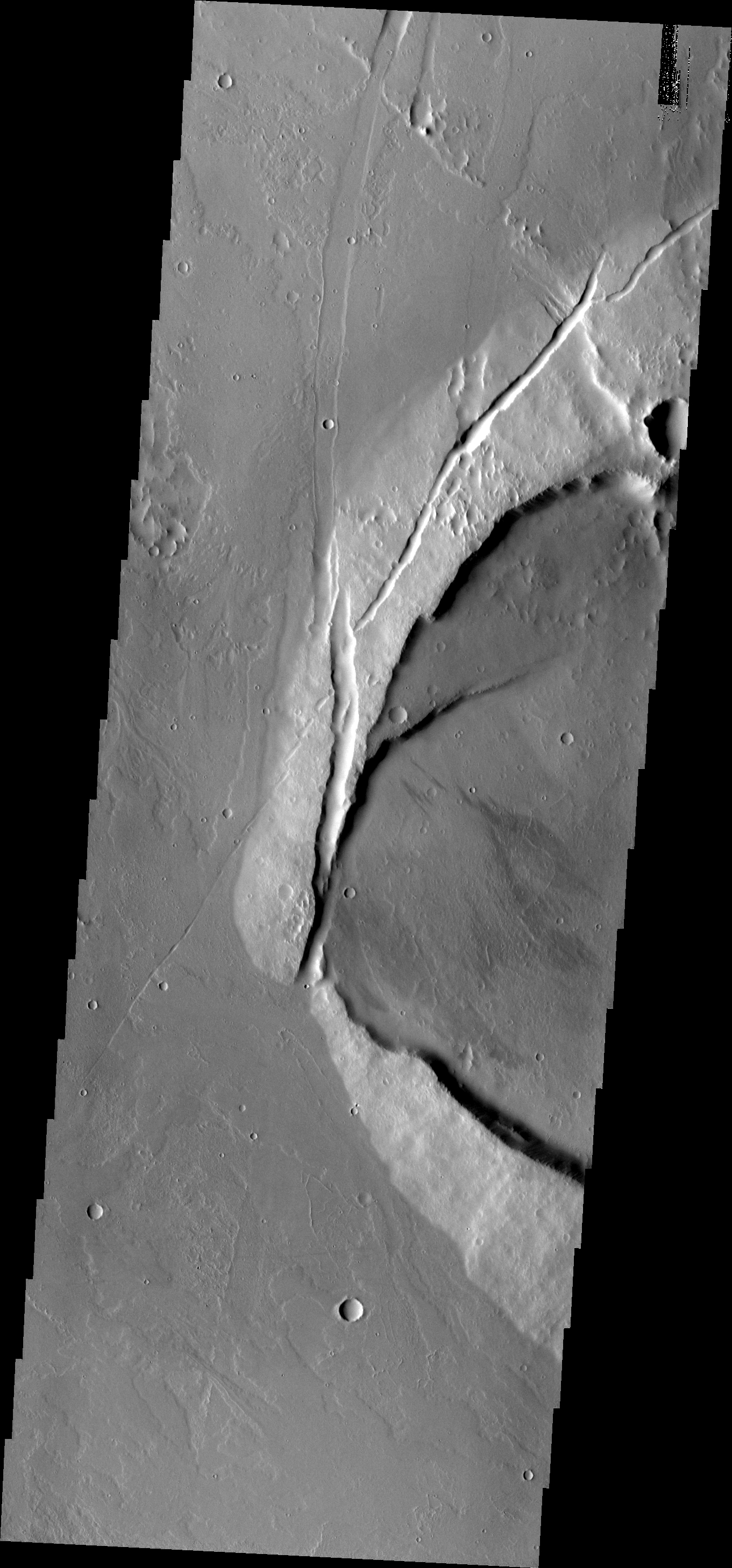
热辐射成像系统显示的朱维斯丘西侧部分。

## 另请查看
- 火星地质
- 火星山脉列表
- 火星山脉高度列表
- 火星的火山活动